# NGC 7599
NGC 7599 (również IC 5308 lub PGC 71066) – galaktyka spiralna z poprzeczką (SBc), znajdująca się w gwiazdozbiorze Żurawia. Odkrył ją John Herschel 2 września 1836 roku.